# Mario Villini
Mario Villini, nome italianizzato di Mario Wilfling (Pola, 12 gennaio 1903 – Trieste, 13 gennaio 1986), è stato un allenatore di calcio e calciatore italiano, di ruolo centrocampista.
Era noto come Villini II per distinguerlo dal fratello Severino, anch'egli calciatore nelle file di Grion Pola e Pro Gorizia.

## Carriera

### Giocatore
Mediano cresciuto nel Grion Pola, ha militato in Serie A nel Padova e, per 9 stagioni consecutive, nella Triestina. Ha totalizzato complessivamente 147 presenze nella Serie A a girone unico, tutte con gli alabardati.

### Allenatore
Tra il 1936 ed il 1946 fu più volte allenatore della Triestina. In seguito ha guidato la Cremonese, il Barletta, il Taranto, l'Acireale e il Calangianus.
Fu l'inventore del ruolo del libero, un modulo precursore del gioco "all'italiana", erroneamente attribuito al grande Nereo Rocco suo ex compagno di squadra.